# Сосновське сільське поселення (Шарканський район)
Сосно́вське сільське поселення (рос. Сосновское сельское поселение) — муніципальне утворення у складі Шарканського району Удмуртії, Росія. Адміністративний центр — село Сосновка.
Населення — 835 осіб (2015; 875 в 2012, 883 в 2010).

## Склад
До складу поселення входять такі населені пункти:
| Населений пункт    | Населення, осіб (2010) | Населення, осіб (2012) |
| ------------------ | ---------------------- | ---------------------- |
| Демен, починок     | 38                     | 35                     |
| Липовка, присілок  | 22                     | 22                     |
| Нирошур, присілок  | 84                     | 79                     |
| Сосновка, село     | 667                    | 669                    |
| Табанево, присілок | 72                     | 70                     |